# Saint Croix Provincial Park
Saint Croix Provincial Park (tidigare Saint Croix River Provincial Park) är en provinspark i New Brunswick i Kanada. Den ligger vid St. Croix River i sydvästra delen av provinsen nära gränsen till USA.